# Szexuális áru
Szexuális áru a magyar jogban minden olyan mű, amelynek fő célja a szexuális ingerkeltés, szexuális cselekmények és a nemi aktus nyílt ábrázolása.

## A szexuális áru meghatározása
Szexuális áru lehet könyv, videókazetta, film, DVD, fénykép vagy kép egyaránt. Nem minősül szexuális árunak a nemi élet tudományos vagy ismeretterjesztő célú feldolgozása, az emberi test hasonló célú illetve művészi ábrázolása sem. Meztelen emberi testről készült festmény, fénykép stb. csak akkor tekinthető szeméremsértőnek – így szexuális árunak – ha a nemi élet jeleneteinek, vagy a nemi szerveknek hangsúlyozott ábrázolásával, a nemi érzékiségre irányuló célzatosságánál fogva a jóerkölcsöt súlyosan sérti, ha azt a „tendenciát hordja magában, hogy közvetlenül vagy közvetve érzéki ingert ébresszen” (BJD 1266. – bírósági határozat a kérdésről).

## Forgalmazásuk
A szexuális árut a többi árutól elkülönítve kell árulni – csak zárt csomagolásban forgalmazhatók. 18. életévét be nem töltött személy részére szexuális árut értékesíteni, kölcsönözni tilos. Szexuális árut közterületen vagy kirakatban elhelyezni, közszemlére tenni szintén tilos. Alsó- és középfokú oktatási gyermek- és ifjúságvédelmi, valamint vallás gyakorlására szolgáló intézmény bejáratától számított 200 méteres közúti távolságon belül szexuális árut értékesítő üzletet nem lehet működtetni. Az előírások megszegése esetén a kereskedő szabálysértést, ha még súlyosabban megszegi a vonatkozó előírásokat, akkor közszemérem megsértésének bűncselekményét követi el.

## Külső hivatkozás
- 4/1997. (I. 22.) Korm. rendelet